# 亚斯里素攀寺

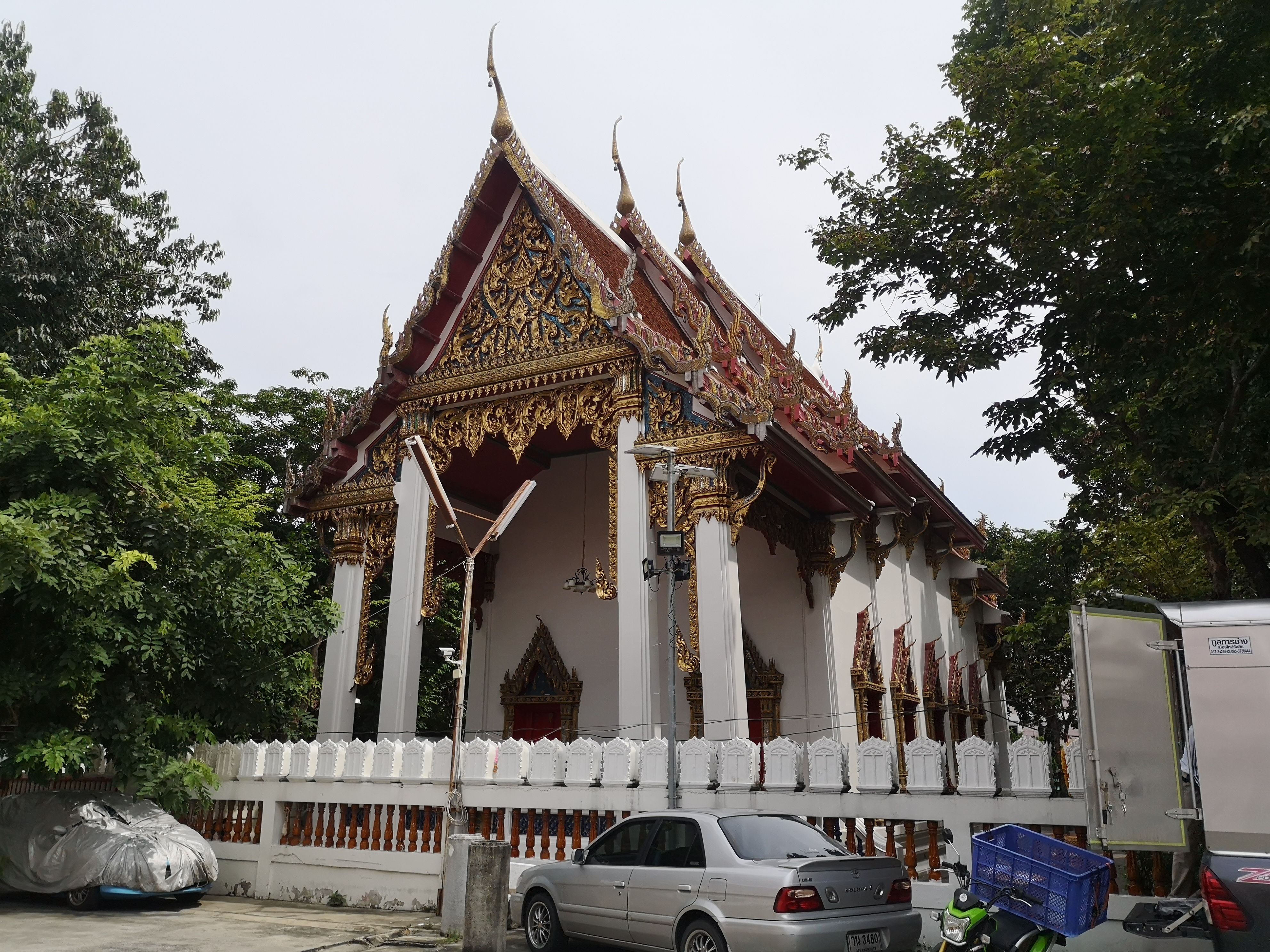
亚斯里素攀寺。

亚斯里素攀寺是一座位于泰国曼谷吞武里县的皇家寺庙。
现任方丈是Phra Sri Suthammathi (Un Panthito P.D.9)。